# Patrice Maktav
Patrice Maktav, né le 1er mars 1978 à Annecy, est un acteur et auteur-compositeur-interprète français.

## Biographie

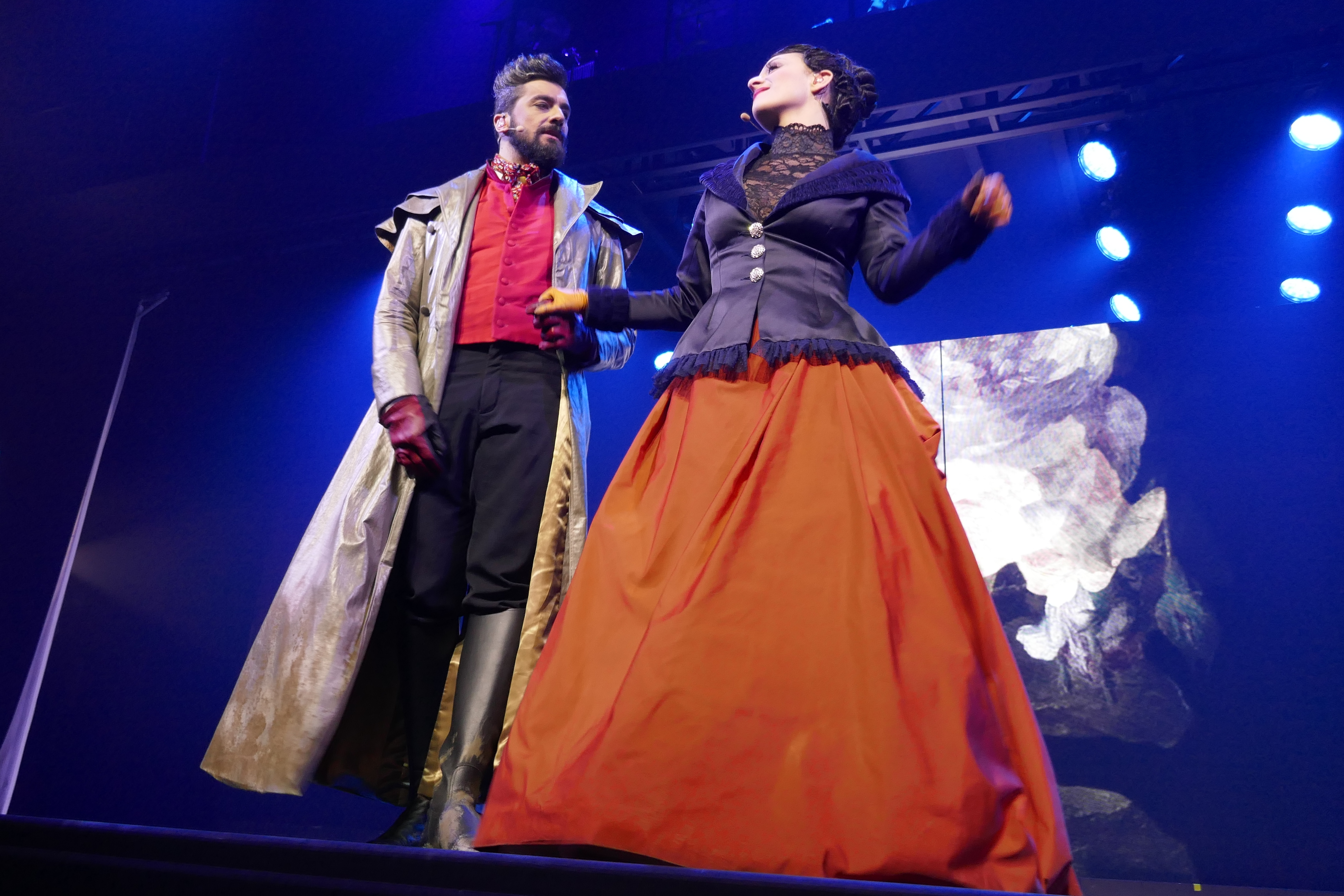
Patrice Maktav dans le rôle de Valenod dans l'opéra-rock Le Rouge et le Noir (2016)

Patrice Maktav étudie la comédie au conservatoire d’art dramatique de Genève puis au cours Florent à Paris.
Il tourne Sexy Boys, film de Stéphane Kazandjian sorti en 2001. Il n'est pas crédité au générique. La même année, il participe à la première saison de Star Academy qui est suivie d'une tournée. En 2002, il sort un single intitulé Anonyme.
En 2004, il monte sur scène dans La Règle du jeu adaptée du film de Jean Renoir. La pièce est parrainée par Coline Serreau. Il participe également à des séries télévisées, des courts métrages et au téléfilm L'Amour dans le sang d'après l'autobiographie de Charlotte Valandrey.
En 2006, il fonde l'éphémère groupe de rock Aktarüs[pertinence contestée]. En 2009, il auto-produit un album solo Maktav. Il a écrit par ailleurs deux titres pour Olivia Ruiz et un titre pour Petula Clark.
Patrice Maktav interprète de 2009 à 2011 Lorenzo da Ponte dans la comédie musicale Mozart, l'opéra rock. Il intègre en 2012 la troupe de l'attraction touristique Le Manoir de Paris. Il interprète le barbier sanguinaire et Balthazar. En 2012, il tourne dans la série Plus belle la vie sur France 3.
Entre 2014 et 2016, il incarne Léon Volterra dans la comédie musicale Mistinguett, reine des années folles produite par Albert Cohen au Casino de Paris puis au Théâtre Comédia. Puis il interprète en 2016 et 2017 le personnage de Valenod dans la comédie musicale Le Rouge et le Noir au Palace,.
En juillet 2017, il reprend son rôle dans Plus belle la vie.
En 2021, il joue dans la série Influences sur NRJ 12. Cette dernière ne rencontre pas le succès. Il apparaît la même année dans le film indien Shiddat (en) de Kunal Deshmukh (en) disponible sur Disney+ Hotstar,. Le tournage du film est clôturé en mars 2020 pour une sortie prévue en septembre 2020. La sortie est retardée en raison de la pandémie de Covid-19. En 2021, est publié l'extrait Les derniers amants de la Terre créé avec Lucie Bernardoni. Ce projet devait aussi déboucher sur un album qui ne se réalise pas.

### Vie privée
Il est marié de 2018 à 2023 à Lucie Bernardoni, participante à Star Academy.

## Filmographie
- 2001 : Sexy Boys de Stéphane Kazandjian : non crédité
- 2002 : A+ Pollux de Luc Pagès : un invité à la soirée
- 2003 : Sortie des artistes de José Fosse, court métrage : Raphael Di Parlo
- 2004 : Le Monde de Chico de Cyril J. Tellenne, série télévisée
- 2004 : Mathilde au matin de Maria de Medeiros, court métrage : l'agresseur
- 2006 : L'Ellipse de Sébastien Praznoczy, court métrage : l'illuminé
- 2007 : Le Miroir de Patrice Maktav, court métrage : le tueur
- 2008 : L'Amour dans le sang de Vincent Monnet, téléfilm : David Chapel
- 2008 : Zimlo le daron du rap de Tragha, mini-série
- 2008 : La Peau de l'ours de Gilles Daubeuf : le sergent Frédéric
- 2010 : La France débat de Tragha, mini-série
- 2012-2017 : Plus belle la vie, série télévisée : Michaël Malkavian (57 épisodes)
- 2013 : Les Mystères de l'amour, série télévisée : Pierrot (3 épisodes)
- 2013 : Dernière nuit d'Emmanuel Roudaut, court métrage : Yannick
- 2015 : Richard III de Chris Stone, court métrage : Richard III
- 2021 : Influences, série télévisée : Michaël (5 épisodes)
- 2021 : Shiddat (en) de Kunal Deshmukh (en) : garde au checkpost
- 2024 : Demain nous appartient, série télévisée : M. Simonin

## Théâtre
- 2004 : La Règle du jeu d'après le film de Jean Renoir, mes Virgil Tănase - Le Trianon[13]
- 2006 : Farm Hall de Marcel Bluwal - mes Sally Micaleef
- 2007 : Une goutte de Schnaps d'Ida Gordon
- 2012 : Le Manoir de Paris : le barbier sanguinaire, Balthazar

## Spectacles musicaux
- 2009-2011 : Mozart, l'opéra rock de Dove Attia et Albert Cohen, mes Olivier Dahan - Palais des sports de Paris : Lorenzo da Ponte
- 2014-2016 : Mistinguett, reine des années folles de François Chouquet, Jacques Pessis et Ludovic-Alexandre Vidal, mes François Chouquet - Casino de Paris, Théâtre Comédia : Léon Volterra
- 2016-2017 : Le Rouge et le Noir d'Albert Cohen, mes François Chouquet et Laurent Seroussi - Le Palace : Valenod
- 2018 : I Love Piaf de Jacques Pessis, mes François Chouquet - Lucernaire

## Discographie

### Single
- 2002 : Anonyme

### Collaborations
- 2003 : L'absente sur l'album d'Olivia Ruiz J'aime pas l'amour
- 2005 :  Thérapie de groupe sur l'album d'Olivia Ruiz La Femme chocolat
- 2012 : Mystères, Une chose à la fois sur l'album de Petula Clark